# Оберкац
Оберкац (нем. Oberkatz) — община в Германии, в земле Тюрингия. 
Входит в состав района Шмалькальден-Майнинген. Подчиняется управлению Хоэ Рён.  Население составляет 277 человек (на 31 декабря 2010 года). Занимает площадь 9,12 км².